# ليديباسفير/سوفوسبوفير
ليديباسفير/سوفوسبوفير (الاسم التجاري هارفوني) هو توليفة (اتحاد) من دوائين لعلاج التهاب الكبد سي. وهو يعطى يوميا كحبة تحتوي على 90 مغ من مثبط البروتين اللابنيوي 5A المسمى ليديباسفير وعلى 400 مغ مع سوفوسبوفير الذي يعد مثبطا للنيوكليوتيد في بوليميريز الآر أن إيه الفيروسي.

## روابط خارجية
- Harvoni full prescribing information (United States)
- Harvoni Summaries of Product Characteristics (United Kingdom)